# Liste der Monuments historiques in Allondrelle-la-Malmaison
Die Liste der Monuments historiques in Allondrelle-la-Malmaison führt die Monuments historiques in der französischen Gemeinde Allondrelle-la-Malmaison auf.

## Liste der Immobilien
| Bezeichnung            | Beschreibung | Standort                              | Kennzeichnung | Schutzstatus | Datum | Bild           |
| ---------------------- | --- | ------------------------------------- | ------------- | ------------ | ----- | -------------- |
| Forge de Buré          | Eisenschmelze, ab dem späten 14. Jahrhundert; Hochofen, 1838, Direktorenhaus, 19. Jahrhundert; in Teilen ruinös | Buré-la-Forge (Lage)                  | PA00106451    | Inscrit      | 1991  |                |
| Eremitage Sainte-Reine | Einsiedelei mit Kapelle, 1677 erbaut                                                                            | Allondrelle, südlich des Ortes (Lage) | PA54000056    | Inscrit      | 2002  | weitere Bilder |

## Liste der Objekte
| Bezeichnung                          | Beschreibung                                                           | Standort                                        | Kennzeichnung | Schutzstatus | Datum | Bild |
| ------------------------------------ | ---------------------------------------------------------------------- | ----------------------------------------------- | ------------- | ------------ | ----- | ---- |
| Altarrelief                          | Stein, farbig gefasst, 1729                                            | Malmaison, in der Kapelle L’Ange-Gardien (Lage) | PM54002042    | Inscrit      | 2015  |      |
| Skulptur Heiliger Eligius            | Stein, farbig gefasst, 1729                                            | Malmaison, in der Kapelle L’Ange-Gardien (Lage) | PM54002046    | Inscrit      | 2015  |      |
| Skulptur Heiliger Eligius            | Lindenholz, farbig gefasst, 18. Jahrhundert                            | Malmaison, in der Kirche St-Nicolas (Lage)      | PM54001347    | Inscrit      | 1990  |      |
| Skulptur Heiliger Nikolaus           | Holz, 18. Jahrhundert                                                  | Malmaison, in der Kirche St-Nicolas (Lage)      | PM54001348    | Inscrit      | 1990  |      |
| Skulpturengruppe Schutzengel         | Stein, farbig gefasst, 1729                                            | Malmaison, in der Kapelle L’Ange-Gardien (Lage) | PM54002040    | Inscrit      | 2015  |      |
| Kreuzweg                             | zwölf Reliefs; Stein, 1949 von Marius Giot                             | Allondrelle, in der Kirche St-Pierre (Lage)     | PM54002041    | Inscrit      | 2015  |      |
| Hauptaltar                           | Altartisch mit Altaraufbau und Tabernakel; Stein, 1949 von Marius Giot | Allondrelle, in der Kirche St-Pierre (Lage)     | PM54002043    | Inscrit      | 2015  |      |
| Epitaph für Albert und Marie Arquin  | Stein, kurz nach 1722                                                  | Allondrelle, in der Kirche St-Pierre (Lage)     | PM54001233    | Classé       | 2000  |      |
| Relief Mariä Himmelfahrt             | Holz, farbig gefasst, 1749, Martin Jacques zugeschrieben               | Malmaison, in der Kirche St-Nicolas (Lage)      | PM54001346    | Inscrit      | 1990  |      |
| Skulptur Heiliger Antonius von Padua | Stein, farbig gefasst, 1729                                            | Malmaison, in der Kapelle L’Ange-Gardien (Lage) | PM54002044    | Inscrit      | 2015  |      |
| Relief Jüngstes Gericht              | Kalkstein, farbig gefasst, 1748 von Martin Jacques                     | Malmaison, in der Kirche St-Nicolas (Lage)      | PM54001103    | Classé       | 1995  |      |
| Skulptur Heiliger Desiderius         | Stein, farbig gefasst, 1729                                            | Malmaison, in der Kapelle L’Ange-Gardien (Lage) | PM54002045    | Inscrit      | 2015  |      |
| Skulptur Heiliger Sebastian          | Stein, farbig gefasst, 18. Jahrhundert                                 | Malmaison, in der Kapelle L’Ange-Gardien (Lage) | PM54002047    | Inscrit      | 20015 |      |
| Skulptur Madonna mit Kind            | Stein, farbig gefasst, 1749                                            | Malmaison, in der Kapelle L’Ange-Gardien (Lage) | PM54002048    | Inscrit      | 2015  |      |